# Podocarpus salomoniensis
Podocarpus salomoniensis là một loài thực vật hạt trần trong họ Thông tre. Loài này được Wasscher miêu tả khoa học đầu tiên năm 1941.